# Leodice
Leodice is een geslacht van borstelwormen uit de familie van de Eunicidae.

## Soorten
- Leodice aedificatrix (Monro, 1933)
- Leodice aequabilis (Grube, 1878)
- Leodice afuerensis (Hartman, 1944)
- Leodice americana (Hartman, 1944)
- Leodice annulicornis (Johnston, 1865)
- Leodice antarctica (Baird, 1869)
- Leodice antennata Savigny in Lamarck, 1818
- Leodice antillensis (Ehlers, 1887)
- Leodice australis (Quatrefages, 1866)
- Leodice bassensis (McIntosh, 1885)
- Leodice bowerbanki (Baird, 1869)
- Leodice calcaricola Bergamo, Carrerette, Zanol & Nogueira, 2018
- Leodice diversidentata Zanol, Hutchings & Fauchald, 2020
- Leodice duplexa Choi, Kim, Kang & Yoon, 2017
- Leodice elseyi (Baird, 1869)
- Leodice gracilicirrata Treadwell, 1922
- Leodice harassii (Audouin & Milne Edwards, 1833)
- Leodice jimedwardsi Zanol, Hutchings & Fauchald, 2020
- Leodice laticeps (Ehlers, 1868)
- Leodice laurillardi (Quatrefages, 1866)
- Leodice limosa (Ehlers, 1868)
- Leodice lucei (Grube, 1856)
- Leodice marcusi (Zanol, Paiva & Attolini, 2000)
- Leodice metatropos (Hanley, 1986)
- Leodice miurai (Carrera-Parra & Salazar-Vallejo, 1998)
- Leodice pycnobranchiata (McIntosh, 1885)
- Leodice rubella (Knox, 1951)
- Leodice rubra (Grube, 1856)
- Leodice tasmaniae Zanol, Hutchings & Fauchald, 2020
- Leodice thomasiana (Augener, 1922)
- Leodice torquata (Quatrefages, 1866)
- Leodice torresiensis (McIntosh, 1885)
- Leodice valens Chamberlin, 1919

### Nomen nudum
- Leodice concinna Verrill, 1900
- Leodice enteles Chamberlin, 1918
- Leodice eritrocephala Risso, 1826
- Leodice fasciata Risso, 1826

### Synoniemen
- Leodice accrescens Hoagland, 1920 => Palola accrescens (Hoagland, 1920)
- Leodice aciculata Treadwell, 1922 => Eunice aciculata (Treadwell, 1922)
- Leodice arcturi Treadwell, 1928 => Eunice arcturi (Treadwell, 1928)
- Leodice argentinensis Treadwell, 1929 => Eunice argentinensis (Treadwell, 1929)
- Leodice armillata Treadwell, 1922 => Eunice armillata (Treadwell, 1922)
- Leodice articulata Hoagland, 1920 => Eunice hirschi Fauchald, 1992
- Leodice benedicti Verrill, 1885 => Eunice benedicti (Verrill, 1885)
- Leodice biformicirrata Treadwell, 1922 => Eunice biformicirrata (Treadwell, 1922)
- Leodice bucciensis Treadwell, 1921 => Eunice bucciensis (Treadwell, 1921)
- Leodice contingens Chamberlin, 1919 => Eunice contingens (Chamberlin, 1919)
- Leodice crassitentaculata Treadwell, 1922 => Eunice crassitentaculata (Treadwell, 1922)
- Leodice elegans Verrill, 1900 => Eunice elegans (Verrill, 1900)
- Leodice flavapunctata Treadwell, 1922 => Eunice flavapunctata (Treadwell, 1922)
- Leodice fucata (Ehlers, 1887) => Eunice fucata Ehlers, 1887
- Leodice gallica Savigny in Lamarck, 1818 => Eunice gallica (Savigny in Lamarck, 1818)
- Leodice gigantea Lamarck, 1818 => Eunice aphroditois (Pallas, 1788)
- Leodice grunwaldi Risso, 1826 => Marphysa grunwaldi (Risso, 1826)
- Leodice guanica Treadwell, 1921 => Eunice guanica (Treadwell, 1921)
- Leodice gunneri Storm, 1881 => Eunice norvegica (Linnaeus, 1767)
- Leodice hispanica Savigny in Lamarck, 1818 => Eunice hispanica (Savigny in Lamarck, 1818)
- Leodice langi Treadwell, 1943 => Eunice langi (Treadwell, 1943)
- Leodice levibranchia Hoagland, 1920 => Eunice levibranchia (Hoagland, 1920)
- Leodice lita Chamberlin, 1919 => Eunice lita (Chamberlin, 1919)
- Leodice longicirrata (Webster, 1884) => Eunice websteri Fauchald, 1969
- Leodice longicirrata (Webster, 1884) => Eunice elegans (Verrill, 1900)
- Leodice makemoana Chamberlin, 1919 => Eunice makemoana (Chamberlin, 1919)
- Leodice margaritacea Verrill, 1900 => Eunice websteri Fauchald, 1969
- Leodice monilifer Chamberlin, 1919 => Eunice monilifer (Chamberlin, 1919)
- Leodice nesiotes Chamberlin, 1919 => Eunice nesiotes (Chamberlin, 1919)
- Leodice notata Treadwell, 1921 => Nicidion notata (Treadwell, 1921)
- Leodice oliga Chamberlin, 1919 => Eunice oliga (Chamberlin, 1919)
- Leodice opalina Savigny in Lamarck, 1818 => Marphysa sanguinea (Montagu, 1813)
- Leodice panamena Chamberlin, 1919 => Eunice panamena (Chamberlin, 1919)
- Leodice pauroneurata Chamberlin, 1919 => Eunice pauroneurata (Chamberlin, 1919)
- Leodice polybranchia Verrill, 1880 => Eunice polybranchia (Verrill, 1880)
- Leodice punctata Risso, 1826 => Eunice punctata (Risso, 1826)
- Leodice rubrivittata Treadwell, 1921 => Eunice rubrivittata (Treadwell, 1921)
- Leodice segregata Chamberlin, 1919 => Eunice segregata (Chamberlin, 1919)
- Leodice spongicola Treadwell, 1921 => Eunice spongicola (Treadwell, 1921)
- Leodice stigmatura Verrill, 1900 => Eunice stigmatura (Verrill, 1900)
- Leodice suviensis Treadwell, 1922 => Eunice suviensis (Treadwell, 1922)
- Leodice tenuicirrata Verrill, 1900 => Eunice tenuicirrata (Verrill, 1900)
- Leodice tenuis Treadwell, 1921 => Eunice tenuis (Treadwell, 1921)
- Leodice triantennata Risso, 1926 => Marphysa triantennata (Risso, 1826)
- Leodice tubicola Treadwell, 1922 => Eunice tubicola (Treadwell, 1922)
- Leodice unifrons Verrill, 1900 => Eunice unifrons (Verrill, 1900)
- Leodice viridis => Palola viridis Gray in Stair, 1847